# Euzophera albicostalis
Euzophera albicostalis is een vlinder uit de familie snuitmotten (Pyralidae). De wetenschappelijke naam is voor het eerst geldig gepubliceerd in 1903 door Hampson.
De soort komt voor in Europa.